# Стрибки у воду на Чемпіонаті Європи з водних видів спорту 2022 — синхронна вишка, 10 метрів (жінки)
Змагання зі синхронних стрибків у воду з вишки серед жінок на Чемпіонаті Європи з водних видів спорту 2022 відбулись 20 серпня.

## Результати
| Місце | Країна          | Спортсмени                          | Бали  | Бали  | Бали  | Бали  | Бали  | Бали    |
| Місце | Країна          | Спортсмени                          | T1    | T2    | T3    | T4    | T5    | Загалом |
| ----- | --------------- | ----------------------------------- | ----- | ----- | ----- | ----- | ----- | ------- |
| 1     | Велика Британія | Андреа Спендоліні-Сіріє Луїс Тулсон | 46.80 | 49.20 | 68.40 | 66.24 | 72.96 | 303.60  |
| 2     | Україна         | Ксенія Байло Софія Лисун            | 49.80 | 46.20 | 58.80 | 72.96 | 71.10 | 298.86  |
| 3     | Німеччина       | Крістіна Вассен Елена Вассен        | 49.80 | 47.40 | 62.40 | 62.10 | 68.16 | 289.86  |
| 4     | Італія          | Елеттра Нероні Майя Бігінеллі       | 44.40 | 45.60 | 63.84 | 52.20 | 61.44 | 267.48  |
| —     | Ірландія        | Чіара Макджінгл Таня Вотсон         | DNS   | DNS   | DNS   | DNS   | DNS   | DNS     |